# فيليب بروفي
فيليب بروفي (بالإنجليزية: Philip Brophy)‏ هو مونتير وكاتب سيناريو ومخرج أسترالي، ولد في 1959 في ملبورن في أستراليا.

## وصلات خارجية
- الموقع الرسمي
- فيليب بروفي على موقع IMDb (الإنجليزية)
- فيليب بروفي على موقع روتن توميتوز (الإنجليزية)
- فيليب بروفي على موقع ميوزك برينز (الإنجليزية)
- فيليب بروفي على موقع أول موفي (الإنجليزية)
- فيليب بروفي على موقع ديسكوغز (الإنجليزية)
- فيليب بروفي على موقع قاعدة بيانات الفيلم (الإنجليزية)
- فيليب بروفي على موقع كينوبويسك (الروسية)